# (4336) Jasniewicz
(4336) Jasniewicz (1984 QE1) – planetoida z pasa głównego asteroid okrążająca Słońce w ciągu 3,56 lat w średniej odległości 2,33 j.a. Odkryta 31 sierpnia 1984 roku.